# Louis Délieux
Louis Délieux (né le 1er février 1918 à L'Isle-Jourdain dans le Gers et mort le 16 septembre 2018 dans sa maison à L'Isle-Jourdain à l'âge de 100 ans) est un cavalier de saut d'obstacles, agriculteur et éleveur équestre gersois. Il relance notamment, avec Jean De Saint Pastou de Bonrepaux (1906-1973), la race Anglo-arabe dans le Sud-Ouest de la France.

## Biographie
Louis Délieux est issu d'une famille gersoise de propriétaires terriens et de notables politiques ; son grand père, André Délieux, était conseiller général du Gers, maire de Monferrand Saves et député radical socialiste français de 1898 à 1902. Son père, Joseph Délieux, était maire de L'Isle-Jourdain de 1944 à 1953 et Conseiller général du Gers de 1934 à 1940 et de 1945 à 1951.
Après l'obtention de son baccalauréat, il entre à l'École d'agriculture de Toulouse. Il devient ingénieur agronome à la fin des années 1930. Il effectue une préparation militaire à Toulouse et intègre les EOR (École d'officiers de réserve) de Saumur. Il en sortira aspirant et sera affecté au 7e régiment de cavalerie de Spahis basé à Montauban. À la fin de la guerre, il décidera de se lancer dans le saut d'obstacles.
en 1951 Il détellera Flobérie, une jument de 10 ans, et débutera ses premières compétitions. Avec Flobérie il gagnera dans les années 1950 plusieurs concours hippiques régionaux et débutera sa carrière d'éleveur. La première pouliche de son élevage Anglo-Arabe sera Flores par Anica en 1960. Les principaux étalons de son élevage sont Quatar de Plapé qui décèdera en 2011(711 produits enregistrés , dont 21 avec un ISO supérieur ou égal à 140 en jumping), et Dandy de Plapé (383 produits enregistrés auprès des Haras nationaux dont 15 avec un ISO supérieur ou égal à 140 en jumping).
Il sauve notamment de la réforme l'étalon Djecko, stationné aux Haras Nationaux de Tarbes. Flobérie devenue poulinière et Djecko donneront naissance à Flore en 1963. A son tour, Flore produira en 1982 avec Emir IV, Quatar de Plapé, étalon labellisé, pour la reproduction de la race Anglo Arabe.

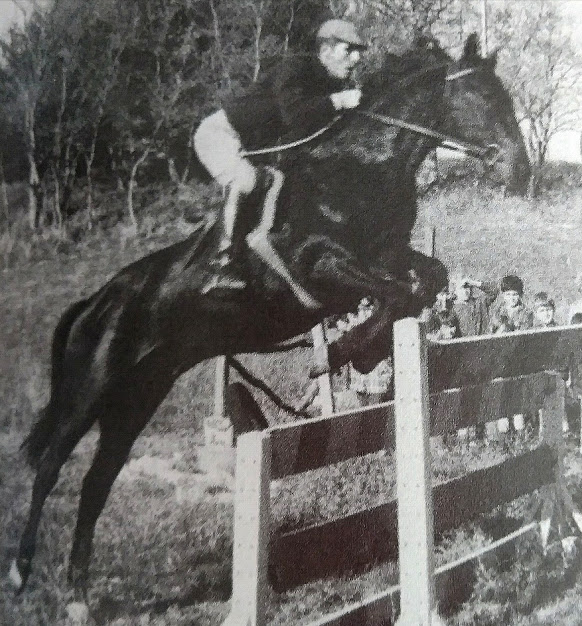
Louis Délieux sur Lutteur B à l'entraînement au Domaine du Plapé en 1963

Lutteur B acheté par Pierre Jonquères d'Oriola à mme du Chaffaut en juin 1964 a fréquenté le domaine du Plapé de Louis Délieux durant quelques mois avant de triompher. Il offre au champion catalan sa deuxième médaille d'or en jumping individuel (unique médaille d'or gagnée par la France) aux Jeux olympiques de Tokyo, le 24 octobre 1964
Louis Délieux exploitera jusqu'à la fin des années 1990, parallèlement à sa carrière de cavalier et d'éleveur, ses terres agricoles céréalières sur la commune d'Endoufielle au domaine du Plapé .
Louis Délieux se retire, à l'approche de ses 90 ans, dans sa maison familiale du centre de L'Isle-Jourdain avec son épouse Odile. Il meurt chez lui à l'âge de 100 ans, le 16 septembre 2018. Il est enterré dans le caveau familial, proche de L'Isle-Jourdain dans la commune de Sainte-Livrade.

## Distinctions
- Croix de guerre 1939-1945
- Membre du maquis « Roger », groupe de L'Isle-Jourdain[12]
- Médaille d'honneur des Haras nationaux pour son travail rendu à l'amélioration de la race Anglo-Arabe.

## Palmarès

### Saut d'obstacles
- Champion des Pays d'Oc en 1953 et 1954 avec Flobérie

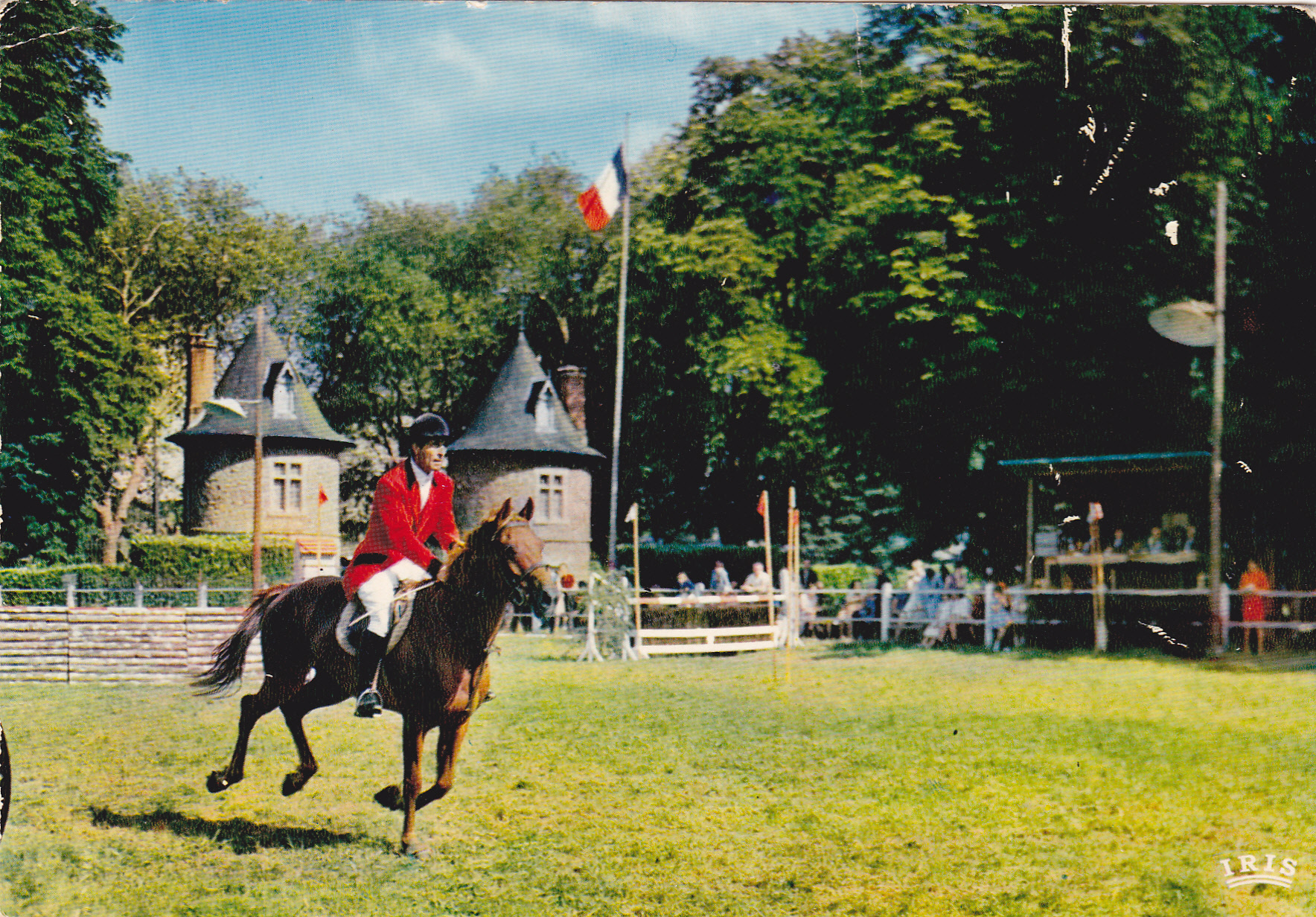
Louis Délieux sur Topaze - Cso - de Arnac Pompadour (19)

- Vainqueur du Grand Prix de Pau
- Louis Délieux sur Topaze - Cso - de Arnac  Pompadour (19)Vainqueur du Grand Prix de Biarritz[2].